# Oconee (rivière)
Pour les articles homonymes, voir Oconee.
Ne doit pas être confondu avec Ocoee (rivière).
La rivière Oconee (anglais : Oconee River) est une rivière des États-Unis longue de 274 kilomètres qui se jette dans le fleuve Altamaha.

## Origine du nom
"Oconee" signifie "peuple" ("O") des "moufettes" ("Conee") en langue creek.

## Parcours

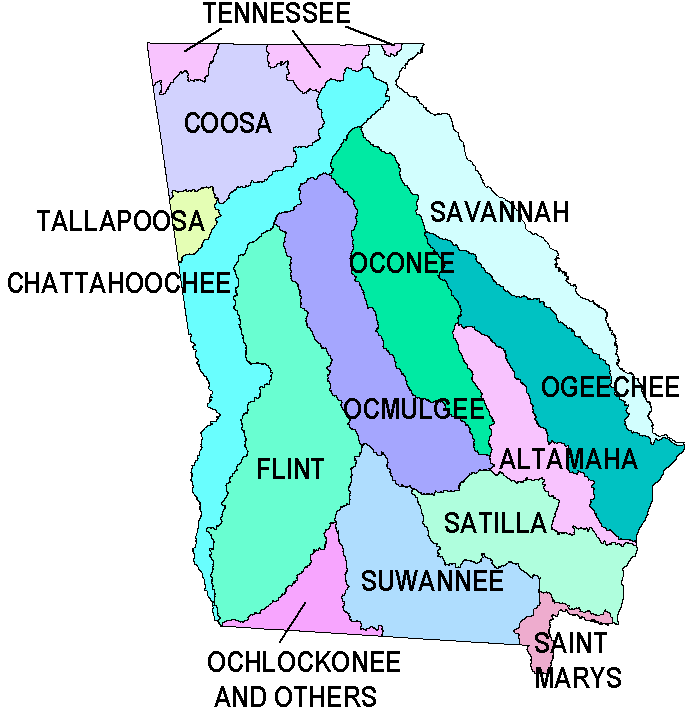
Localisation de l'Oconee dans les bassins versants de la Géorgie.

La rivière débute au nord de l'État de Géorgie dans le comté de Hall. Elle passe ensuite à travers la forêt nationale Oconee (anglais : Oconee National Forest) et vient alimenter le lac Oconee, lac artificiel près de Madison et Greensboro. La rivière continue ensuite vers le sud pour se jeter dans le lac Sinclair, lac artificiel près de Milledgeville puis la rivière se dirige vers le sud pour former le fleuve Altamaha au confluent avec la rivière Ocmulgee. Il y a de nombreux bancs de sable et bras morts le long de la rivière qui est généralement entourée d'une zone marécageuse où la végétation est dense.